# Moto Guzzi Astore
L’Astore è una motocicletta costruita dalla Moto Guzzi tra il 1949 e il 1953.
Evoluzione del modello G.T.V., nato nel 1934 come modello da turismo della Casa di Mandello, l'Astore viene presentato al Salone di Milano del 1949.

## Tecnica e design

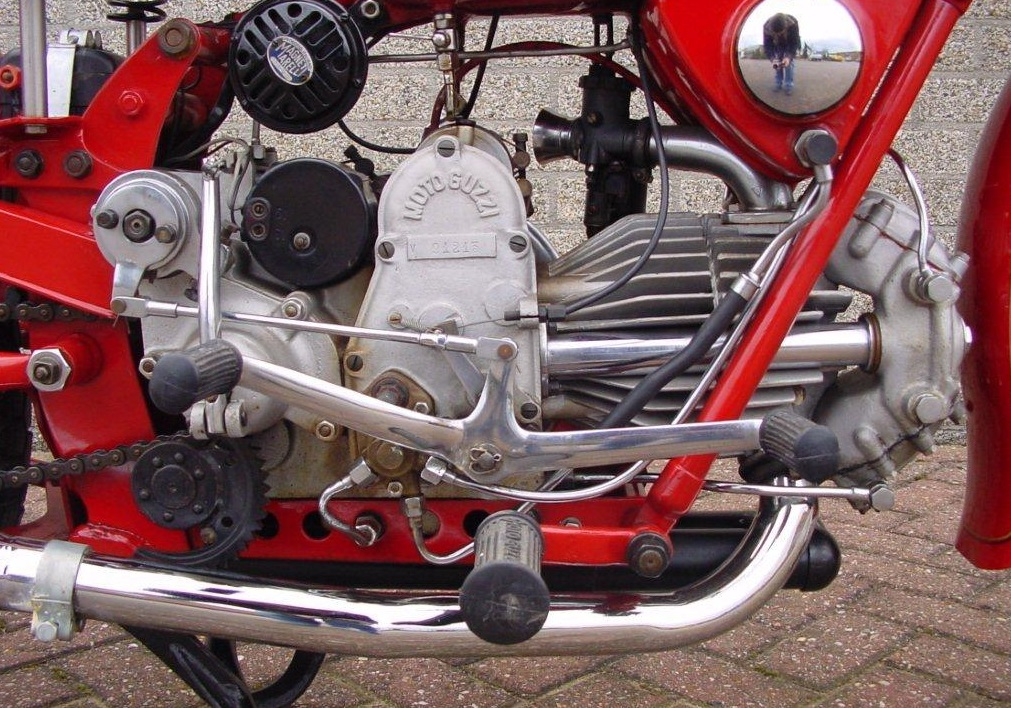
Il motore

Il motore discende da quello nato nel 1921 con la Normale: monocilindrico orizzontale ad aste e bilancieri di 500 cm³, con le tradizionali misure di alesaggio e corsa della Casa di Mandello del Lario, ovvero 88 × 82 mm. Innovazione rispetto alla precedente G.T.V. è la testata, ora con le molle e i bilancieri della distribuzione racchiusi e in bagno d'olio (sistema già introdotto sull'Airone nel 1948); testa e cilindro, inoltre, sono in alluminio, anziché in ghisa. Per quanto riguarda la ciclistica, è simile a quella degli ultimi G.T.V.: il telaio è un doppia culla chiusa in tubi; la forcella è telescopica, mentre al posteriore c'è il classico sistema introdotto nel 1928 con la Norge, ovvero forcellone oscillante con molla sotto il motore, assistita questa volta (come già sugli ultimi G.T.V. e G.T.W., nonché sugli Airone del 1947-48) da due ammortizzatori idraulici. Il cambio è a quattro marce con comando a pedale.
L'estetica dell'Astore è praticamente identica all'antenato G.T.V., con serbatoio affusolato e cromato e paragambe molto protettivi. Nel 1952, a causa di difficoltà nel reperimento del cromo, il serbatoio viene verniciato in rosso e nero, mentre altri particolari sono verniciati o nichelati. L'anno seguente viene introdotto un nuovo serbatoio, dalla linea più moderna, simile a quella del "fratello maggiore" Falcone. Durante lo stesso anno la produzione dell'Astore cessa, per lasciare spazio al Falcone Turismo, praticamente identico con l'eccezione delle sospensioni posteriori (spariscono gli ammortizzatori idraulici, sostituiti da due più economici ammortizzatori a compasso).